# Quadrangle de Memnonia

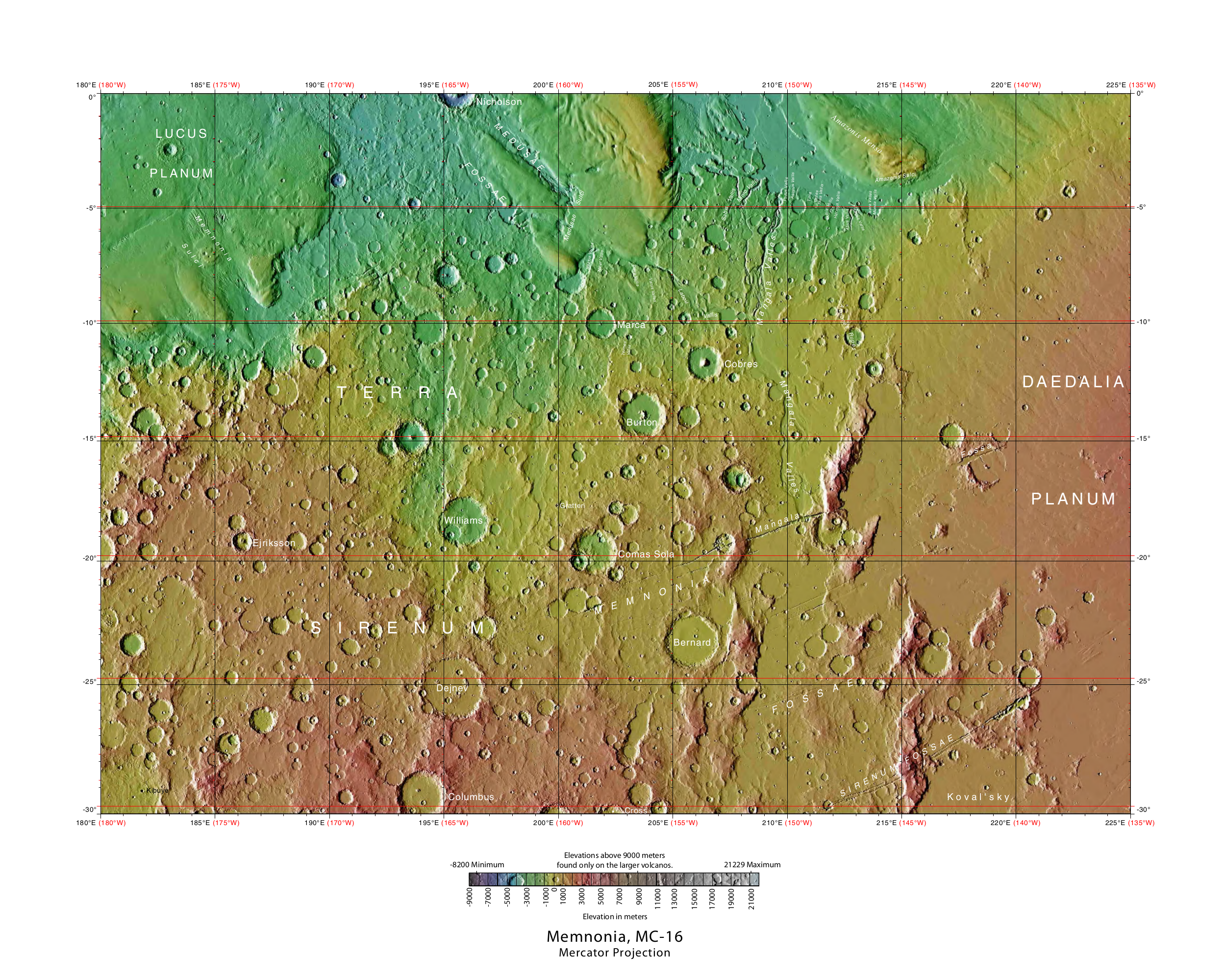
Quadrangle de Memnonia

Dans le cadre de la géographie de la planète Mars, le quadrangle de Memnonia — également identifié par le code USGS MC-16 — désigne une région martienne définie par des latitudes comprises entre 0 et 30° S et des longitudes comprises entre 180 et 225° E. 